# Henryk Kucha
Henryk Kucha (ur. 8 kwietnia 1945 w Husowie, zm. 11 lipca 2020 w Krakowie) – polski geolog, mineralog, pracownik naukowy Akademii Górniczo-Hutniczej im. Stanisława Staszica w Krakowie, odkrywca minerałów.

## Życiorys
Był synem Andrzeja i Bronisławy. Absolwent I Liceum Ogólnokształcącego im. Henryka Sienkiewicza w Łańcucie (1963). W 1969 ukończył studia w Akademii Górniczo-Hutniczej im. Stanisława Staszica w Krakowie. Jego praca dyplomowa Mineralizacja torowa pegmatytów z okolic Bogatyni otrzymała wyróżnienie na IV Ogólnopolskim Konkursie na najlepszą pracę dyplomową studentów uczelni technicznych. Po ukończeniu studiów podjął pracę na macierzystej uczelni, początkowo w Zakładzie Złóż Rud na Wydziale Geologiczno-Poszukiwawczym. W 1973 uzyskał stopień doktora nauk przyrodniczych na podstawie pracy "Występowanie złota, niklu i kobaltu w złożach miedzi Lubina i Polkowic", w 1982 stopień doktora habilitowanego, w 1995 tytuł profesora nauk o ziemi. Pracował na Wydziale Geologii, Geofizyki i Ochrony Środowiska AGH.
Był odkrywcą trzech minerałów: eugenitu (w okolicach Lubina, w złożach cechsztyńskich), hibbingitu (1991 – w okolicach amerykańskiego miasta Hibbing) i viaeneitu (1993 – w okolicach belgijskiej miejscowości Engis). Odkrył i udokumentował występowanie złota i platyny w złożach miedzi na obszarze Legnicko-Głogowskiego Okręgu Miedziowego w okolicach Lubina.
Był twórcą metody analizy wartościowania siarki przy pomocy mikroanalizatora rentgentowskiego oraz metody oznaczania komórki elementarnej nowych minerałów za pomocą transmisyjnego mikroskopu elektronowego.
W 1976 otrzymał Nagrodę Naukową im. Ludwika Zejsznera za pracę Materia organiczna Au, Ni i Co w utworach cechszstynu monokliny przedsudeckiej. W 1996 Belgijskie Towarzystwo Geologiczne przyznało mu Medal Van Den Broeka.